# Patrik Bojent
Patrik Bojent, tidigare Karlsson, född 26 december 1980 i Växjö, är en svensk före detta fotbollsspelare. Han har spelat sju säsonger i Allsvenskan med klubbarna Östers IF, AIK och Gefle IF.

## Kontrakt
Bojent kommer ursprungligen från Linnehult och startade sin fotbollskarriär i klubben Hovmantorp Goif, varifrån han värvades till elitlaget Öster 1997. Därefter gick han till Gefle IF. Inför säsongen 2007 skrev han på ett kontrakt med AIK. Under sommaruppehållet 2008 bytte han sitt efternamn Karlsson, då han gifte sig och han och hans fru tog det nya efternamnet Bojent. Sommaren 2009 återvände Bojent till Östers IF. I december 2014 förlängde han sitt kontrakt med ett år.
I februari 2016 blev Bojent klar för division 4-klubben Åryds IK.